# Atle Selberg
Atle Selberg (14. juni 1917 i Langesund – 6. august 2007) var en norsk matematiker, kendt for sit arbejde i analytisk talteori. Selberg regnes som en af de største talteoretikere gennem tiden.
Selberg blev født i Langesund. Både hans far og hans to ældre brødre var matematikere. Mens han stadig gik i skole blev han påvirket af Srinivasa Aiyangar Ramanujans arbejde. Selberg blev cand.real. i 1939 og tog sin doktorgrad ved Universitetet i Oslo i 1942.
Selberg flyttede til USA efter anden verdenskrig og blev ansat ved Princeton University fra 1947. Han blev medlem af Institute for Advanced Study, Princeton, USA i 1949.
Under den anden verdenskrig arbejdede han i isolation på grund af nazisternes okkupation af Norge. Efter krigen blev hans udredelser kendt, blandt andet et bevis for at en positiv andel af den imaginære del af de ikketrivielle rødder til Riemanns zeta-funktionen ligger på aksen Re(s) = 1/2. Efter krigen vendte han dig til sieve-teori, et tidligere forsømt område indenfor matematikken, hvor Selberg gjorde store fremskridt. I en artikel i 1947 introducerede han Selbergs sieve, en metode hvor blandt andet vigtige resultater ledte til Chens teorem. I 1950'erne arbejdede han med at introducere spektralteori ind i talteorien, noget som resulterede i Selbergs sporformel, hans mest anerkendte arbejde.
Selberg blev tildelt Fieldsmedaljen i 1950 og Wolfprisen i matematik i 1986. I 1987 blev han udnævnt til kommandør med stjerne af St. Olavs Orden.